# André Dupleix
André Dupleix (Pau, 21 luglio 1944) è un presbitero francese della Chiesa cattolica. Dal 1993 al 2000 è stato rettore dell'Institut catholique de Toulouse e, successivamente, ex vice segretario generale aggiunto della Conferenza episcopale di Francia.

## Biografia
André Dupleix entrò in seminario nel 1962 e fu ordinato sacerdote il 28 dicembre 1968. Dopo aver conseguito un dottorato in teologia presso la Pontificia Università Gregoriana di Roma, una laurea in filosofia e un diploma in studi organistici, nel 1973 André Dupleix divenne professore presso il seminario maggiore di Bayonne e direttore del Centro di cultura religiosa, nonché delegato diocesano e regionale per l'ecumenismo fino al 1981. Nello stesso anno, diventò membro dell'Institut catholique de Toulouse, quindi professore della Facoltà di Teologia di cui è stato poi decano fino al 1993. In seguito, è stato nominato rettore dell'Institut catholique dal 1993 al 2000, quindi direttore del Servizio nazionale del catecumenato, e segretario della Commissione episcopale della catechesi e del catecumenato, nonché consulente della Commissione episcopale per l'unità dei cristiani. Nel 2005 è stato nominato segretario generale aggiunto della Conferenza episcopale francese, incarico che mantenne fino al 2011.
In seguito, ha ricoperto la carica di delegato episcopale per la formazione dei laici e di collaboratore del Servizio diocesano cultura e fede della Diocesi di Bayonne. È stato anche membro dell'Académie des jeux floraux di Tolosa e presidente onorario dell'Académie de Béarn.
Autore di numerose opere di teologia e spiritualità, Mons. Dupleix è anche musicista, conferenziere, editorialista religioso e redattore de L'Éclair des Pyrénées.

## Premi e riconoscimenti
- Cavaliere della Legione d'Onore;
- ufficiale dell'Ordine Nazionale del Merito;
- cavaliere delle Palme accademiche;[2]
- ufficiale delle Arti e delle Lettere;[2][3]
- medaglia d'oro della città di Tolosa;
- prelato d'onore di Sua Santità;
- manutentore dell'Académie des Jeux floraux (eletto nel 2000).[2]